# Oreophryne moluccensis
Oreophryne moluccensis és una espècie de granota que viu a Indonèsia.